# Eigil Knuth (billedhugger)
 Der er flere personer med dette navn, se Eigil Knuth (officer).
Eigil greve Knuth (født 8. august 1903 i Klampenborg, død 12. marts 1996 i København) var en dansk billedhugger, forfatter og polarforsker. Han var også perifert med i modstandsbevægelsen under Danmarks besættelse.

## Biografi
Knuth var søn af Eigil Knuth og Marie f. Gamél, blev student fra Østre Borgerdyd Gymnasium 1921, var elev på Teknisk Skole 1921-22, blev forberedt til Kunstakademiet hos Henning Schiøler og var elev på Kunstakademiets bygningstekniske skole 1922-24 og på dets farvetekniske laboratorium 1933-34. Han blev vejledt af Kai Nielsen og uddannede sig videre på træskærerværksteder i Val Gardena, Italien 1926 og 1928.
Han deltog i Nationalmuseets udgravninger i Vestgrønland 1932, 1934 og 1945, var kunstanmelder ved Dagens Nyheder 1933-35, deltog i Courtauld-ekspeditionen til Østgrønland 1935 og i Expédition Française Transgroenland 1936, var leder af Dansk Nordøstgrønland ekspedition 1938-39, Peary Land-ekspeditionerne 1947-50 og 1963-73. hvorunder arbejdet i årene 1972-73 har koncentreret sig om etableringen af et flyvepladsanlæg på Kap Harald Moltke. Han var speaker ved Statsradiofonien 1942-45.
Eigil Knuth blev dr.scient.soc. h.c. ved Københavns Universitet 1979, modtog Ebbe Muncks Hæderspris 1975, blev tildelt Det Kongelige Danske Geografiske Selskabs Hans Egede Medalje 1951, The Royal Scottish Geographical Society's Mungo Park Medal og The Patron's Medal of the Royal Geographical Society, London 1953, Det grønlandske Selskabs Rink-medalje 1967. Han var Ridder af Dannebrog, Dannebrogsmand og modtog Fortjenstmedaljen i sølv.
Han er begravet på Bispebjerg Kirkegård.

## Forfatterskab
- Eigil Knuth: Kunst og Liv (1927)
- Eigil Knuth: Fire Mand og Solen (1937)
- Eigil Knuth: Under det nordligste Dannebrog (1940)
- Eigil Knuth: Billedhugger i Angmagssalik (1943)
- Eigil Knuth: Bogen om Ernst Zeuthen (1943)
- Eigil Knuth: Tanker ved Tingene (1945)
- Eigil Knuth: Fridtjof Nansen og Knud Rasmussen (1948)
- Eigil Knuth: Sommerrejsen til Pearyland (1948)
- Eigil Knuth: Aron fra Kangoq (1968)

desuden artikler i dagspressen og i tidsskrifter.